# Nižná Bystrá
Nižná Bystrá (polsky Zadnia Kopa, 2163 m n. m.) je hora ve slovenské části Západních Tater. Nachází se v jihozápadní rozsoše vrcholu Bystrá (2248 m), jenž se zde dělí na dvě větve: západní, která se nazývá Prostredné, a jižní, která směřuje k vrcholu Ježová (2043 m). S Bystrou je hora spojena skalnatým hřebenem zvaným Grúň, který kulminuje stejnojmenným vrcholem (2108 m). Severozápadní svahy spadají do Gáborovy doliny, jihozápadní do Račkovy doliny a východní do Bystré doliny. Závěr Bystré doliny pod horou se nazývá Suchý zadok a na jeho dně se rozkládá ledovcové pleso Anitino očko.

## Přístup
I když přechod této rozsochy patří k nejkrásnějším hřebenovkám Západních Tater, není tato oblast díky absenci značených turistických cest dle stanov TANAPu přístupná.

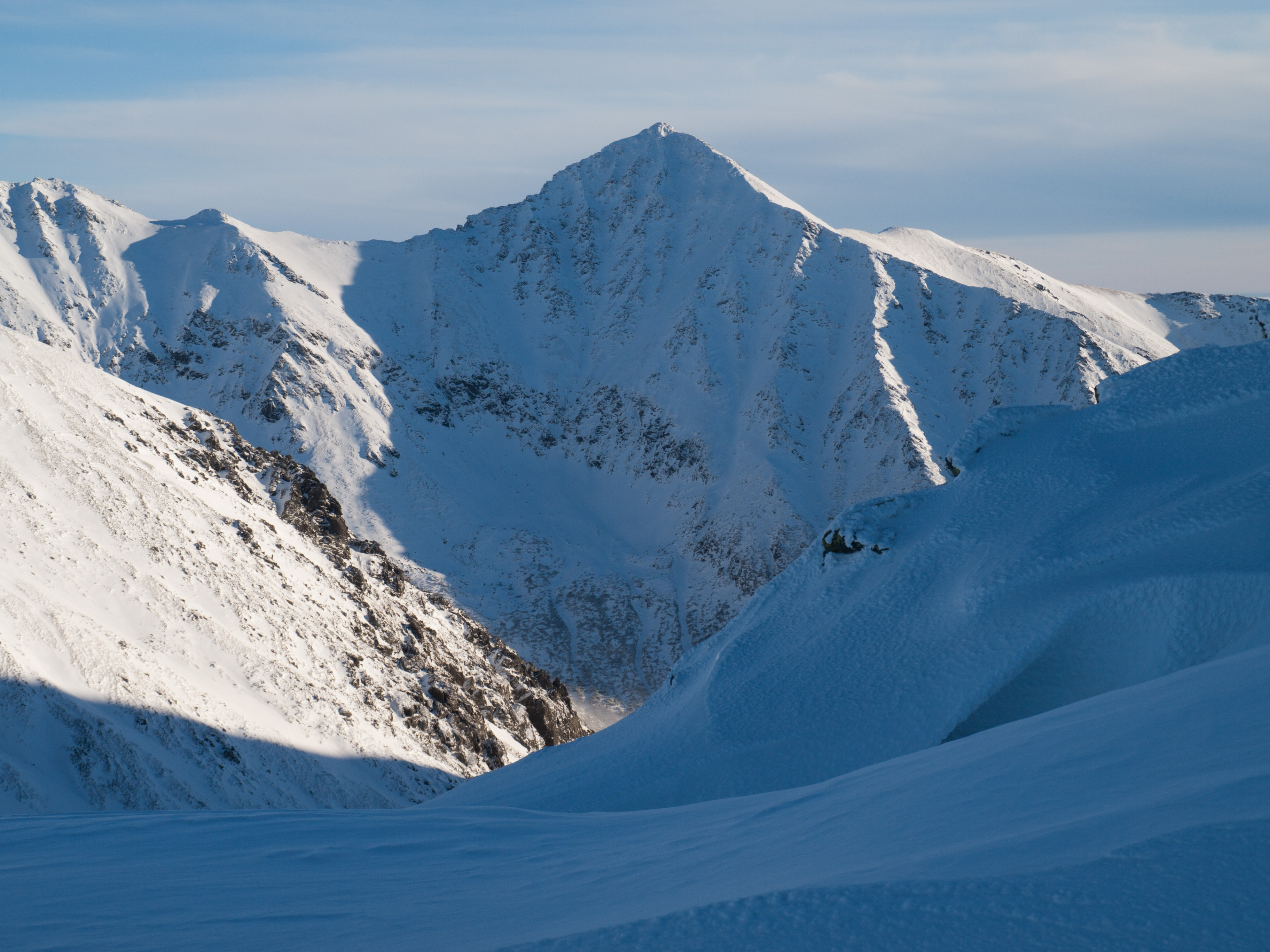
Nižná Bystrá v zimě